# Mont-Amba
Het district Mont-Amba (Frans: district de Mont-Amba) is een van de districten van Kinshasa in de Democratische Republiek Congo. Kinshasa is ingedeeld in vier districten, maar deze behoren zelf niet tot de bestuurlijke indeling met formele bevoegdheden. Het district is samengesteld uit gemeentes gelegen ten zuidoosten van het stadscentrum.
Het omvat de gemeenten Kisenso, Lemba, Limete, Matete en Ngaba.
| \| De 4 districten en 24 gemeentes van Kinshasa \| |                   |  |
| District Lukunga District Funa District Mont-Amba District Tshangu Brazzaville Kongo Pool Malebo M'Bamou Baai van Ngaliema Gombe Barumbu Kin. Ling. K.-V. Ng.-Ng. Kal. Banda- lungwa Kintambo Ngaliema Selembao Bumbu Makala Ngaba Lemba Limete Matete Kisenso Masina Ndjili Kimbanseke Nsele Mont-Ngafula N. M.-N. Ns. Kim. Maluku |                   |  |
| afkortingen: stadscentrum: Kinshasa (Kin.), Kasa-Vubu (K.-V.), Lingwala (Ling.), Ngiri-Ngiri (Ng.-Ng.) provinciekaart: Ngaliema (N.), Mont-Ngafula (M.-N.), Kimbanseke (Kim.), Nsele (Ns.) |                   |  |
| De 4 districten en 24 gemeentes van Kinshasa | Vlag van Kinshasa |  |